# Katy
Katy, también conocida como Katy, la oruga, es una película de animación hispano-mexicana dirigida por José Luis Moro y Santiago Moro de 1983, basada en el libro infantil Pepina la oruga escrito por Silvia Roche.
La película se enfoca en la conversión de una oruga, Katy, en mariposa. La película fue bien vista por la crítica, y tanto en México como en España fue comercializada directamente en cines. 
Es el cuarto largometraje de animación hecho en México; sin embargo, los historiadores y estudiosos del tema de la animación en México no lo consideran dentro de la filmografía nacional por haberse realizado en España.[cita requerida].

## Argumento
Katy, una pequeña oruga, decide un día irse del cerezo, donde vive con sus hermanas, para conocer el bosque y encontrar su vocación.

## Reparto
| Personaje        | Voz en español      | Voz en inglés   |
| ---------------- | ------------------- | --------------- |
| Katy             | Cristina Camargo    | Barbara Goodson |
| Gilberto         | Alfonso Obregón     | Robert Axelrod  |
| Chester          | Hector Lee          | Troy Donahue    |
| Clyde            | Francisco Colmenero | Hal Smith       |
| Abeja 5344       | Diana Santos        |                 |
| Sapo             | Álvaro Tarsicio     | John Hostetter  |
| Madre Naturaleza | Nancy Mackenzie     | Barbara Parkins |
| Denisse          | Araceli de León     | Barbara Goodson |

## Controversias
La película empezó su producción en 1979 en México, bajo la dirección de Fernando Ruiz Rendón, con el título Pepina la Oruga. Sin embargo, debido al cambio de gobierno en México, la directora de COSCINE de ese entonces decidió desechar el proyecto y el metraje de Fernando, más tarde la producción se retomo y se mudo a España donde se contrató a José Luis Moro y Santiago Moro y se rediseñaron a todos los personajes.
En 1988, la película tuvo de una secuela, titulada Katy, Kiki y Koko, dirigida por los hermanos Moro. Fue estrenada en los cines de México, pero en España y Portugal los hermanos Moro se negaron a distribuir por considerarla "muy inferior" a la anterior debido a la intervención de guionistas mexicanos.